# Toneelschool
Met een toneelschool of toneelacademie wordt een opleiding in het hoger beroepsonderwijs, Bachelor of Arts bedoeld voor theater, drama, acteren of voordracht (woordkunst).
Studenten moeten een selectieprocedure door middel van audities met succes doorlopen om er te worden toegelaten.

## Nederland
Er zijn in Nederland vier erkende hbo, bachelor of arts toneelscholen waar men opgeleid kan worden tot acteur:
| Plaats     | Hogeschool                             | Afdeling                      | Opleiding                                     |
| ---------- | -------------------------------------- | ----------------------------- | --------------------------------------------- |
| Amsterdam  | Amsterdamse Hogeschool voor de Kunsten | Academie voor Theater en Dans | Amsterdamse Toneelschool & Kleinkunstacademie |
| Arnhem     | ArtEZ                                  | ArtEZ Arnhem                  | Toneelschool Arnhem                           |
| Maastricht | Zuyd Hogeschool                        | Toneelacademie Maastricht     | Acteur                                        |
| Utrecht    | Hogeschool voor de Kunsten Utrecht     | Theater                       | Acting                                        |

Voorheen kon men ook op hbo-niveau opgeleid worden tot acteur op 'Toneelschool Eindhoven', nu beter bekend als Academie voor Theater van Fontys Hogeschool voor de Kunsten die studenten opleidt tot docerend theatermaker. 

## Vlaanderen
In Vlaanderen zijn er naast bacheloropleidingen ook academische masteropleidingen ("Master in de Podiumkunsten") aan de hogescholen van:
| Plaats    | Opleidingsinstituut            | Opmerkingen                                                                                |
| --------- | ------------------------------ | ------------------------------------------------------------------------------------------ |
| Brussel   | Erasmushogeschool              |                                                                                            |
| Leuven    | LUCA School of Arts            | Voormalig Lemmensinstituut                                                                 |
| Gent      | Hogeschool Gent Conservatorium |                                                                                            |
| Antwerpen | Hogeschool Antwerpen           | Fusering van Studio Herman Teirlinck en de drama-opleiding van het Antwerps Conservatorium |
| Antwerpen | Academie voor Spel en Theater  | Privé-opleiding, niet officieel erkend                                                     |